# Bembidion cyaneum
Bembidion cyaneum is een keversoort uit de familie van de loopkevers (Carabidae). De wetenschappelijke naam van de soort werd voor het eerst geldig gepubliceerd in 1846 door Maximilien de Chaudoir.